# 物部塩児
物部塩児（もののべ の しおこ）は、『新撰姓氏録』等に伝わる古墳時代の豪族。姓は連。

## 概要
『続日本紀』延暦9年11月条や『新撰姓氏録』によれば、武烈天皇の時代に朝鮮半島に派遣され、帰国した際に功績によって物部連を改めて韓国連を賜ったという。
子孫には、役小角に師事し、『続日本紀』天平4年10月条に見える韓国連広足や、延暦8年正月条に見える物部韓国連真成、延暦9年11月条の韓国連源などがいる。